# Mount Staley
Mount Staley ist ein 2560 m hoher Berg im Norden des ostantarktischen Viktorialands. In den Freyberg Mountains ragt er am südlichen Ende der Salamander Range auf.
Der United States Geological Survey kartierte ihn anhand eigener Vermessungen und Luftaufnahmen der United States Navy aus den Jahren von 1960 bis 1964. Das Advisory Committee on Antarctic Names benannte ihn 1969 nach James Trotter Staley (* 1938), Biologe auf der Hallett-Station von 1962 bis 1963.